# Regobarrosia flavescens
Regobarrosia flavescens là một loài bướm đêm thuộc phân họ Arctiinae, họ Erebidae.